# NGC 3655
NGC 3655 је спирална галаксија у сазвежђу Лав која се налази на NGC листи објеката дубоког неба.
Деклинација објекта је + 16° 35' 23" а ректасцензија 11h 22m 54,7s. Привидна величина (магнитуда) објекта NGC 3655 износи 11,6 а фотографска магнитуда 12,3. Налази се на удаљености од 25,250 милиона парсека од Сунца. NGC 3655 је још познат и под ознакама UGC 6396, MCG 3-29-39, CGCG 96-37, KARA 477, IRAS 11202+1651, PGC 34935.